# UCI-Cyclocross-Weltcup 1998/99
Beim UCI-Cyclocross-Weltcup 1998/99 wurden von November 1998 bis Januar 1999 durch die Union Cycliste Internationale Weltcup-Sieger im Cyclocross ermittelt. 
Es gab ausschließlich Rennen für Männer in der Elite, die an sechs Weltcup-Stationen in sechs verschiedenen Ländern ausgetragen wurden.

## Elite

### Männer
| Rnd | Datum             | Ort        | Erster              | Zweiter         | Dritter            |
| --- | ----------------- | ---------- | ------------------- | --------------- | ------------------ |
| 1   | 8. November 1998  | Eschenbach | Richard Groenendaal | Sven Nys        | Beat Wabel         |
| 2   | 21. November 1998 | Tábor      | Sven Nys            | Daniele Pontoni | Mario De Clercq    |
| 3   | 6. Dezember 1998  | Leudelange | Daniele Pontoni     | Marc Janssens   | Mario De Clercq    |
| 4   | 20. Dezember 1998 | Koksijde   | Mario De Clercq     | Bart Wellens    | Adrie van der Poel |
| 5   | 9. Januar 1999    | Zeddam     | Thomas Frischknecht | Mario De Clercq | Marc Janssens      |
| 6   | 17. Januar 1999   | Nommay     | Adrie van der Poel  | Daniele Pontoni | Mario De Clercq    |

Gesamtwertung
| Platz | Name                | Punkte |
| ----- | ------------------- | ------ |
| 1     | Mario De Clercq     | 206    |
| 2     | Daniele Pontoni     | 189    |
| 3     | Sven Nys            | 177    |
| 4     | Adrie van der Poel  | 151    |
| 5     | Marc Janssens       | 138    |
| 6     | Richard Groenendaal | 132    |